# De sytten provinser
 For alternative betydninger, se Nederlandene (flertydig). (Se også artikler, som begynder med Nederlandene)
De sytten provinser eller De sytten nederlandske provinser (nederlandsk: Zeventien Provinciën) var en personalunion af 17 fyrstedømmer i Nederlandene fra 1482 til 1581, som omtrent dækkede Nederlandene, Belgien, Luxembourg, en del af det nordlige Frankrig (Artois, Nord) og en lille del af det vestlige Tyskland.

## Den burgundiske rigskreds
De sytten provinser tilhørte oprindeligt hertugdømmet Burgund, der blev regeret af Huset Valois og senere af Huset Habsburg. Fra 1512 udgjorde de sytten provinser størstedelen af den burgundiske rigskreds i det tysk-romerske rige. De blev samlet i en personalunion under Karl den 5..

## De sytten provinser
Provinserne var:
- Hertugdømmet Brabant
- Hertugdømmet Geldern (med Drenthe, Lingen, Wedde og Westerwolde)
- Hertugdømmet Limburg
- Hertugdømmet Luxembourg
- Markgrevskabet Antwerpen (forbundet med Hertugdømmet Brabant)
- Grevskabet Artois (len under den franske konge indtil 1493)
- Grevskabet Flandern (len under den franske konge)
- Grevskabet Namur
- Grevskabet Hainaut
- Grevskabet Zeeland
- Grevskabet Holland
- Grevskabet Zutphen
- Herskabet Frisland
- Herskabet Groningen (med Ommelanden)
- Herskabet Mechelen (forbundet med Hertugdømmet Brabant)
- Herskabet Overijssel
- Herskabet Utrecht

## Statholderne
Statholdere (Landvoogde) i de sytten nederlandske provinser:
- 1506–1507: Willem II. van Croy, Heer van Chièvres
- 1507–1530: Margaretha van Oostenrijk, hertuginde af Savoyen
- 1531–1555: Maria van Castilië (van Hongarije), dronning af Ungarn
- 1555–1559: Emanuel Filibert van Savoye, hertug af Savoyen
- 1559–1567: Margaretha van Parma, hertuginde af Parma
- 1567–1573: Don Fernando Álvarez de Toledo, hertug af Alba
- 1573–1576: Don Luis de Zúñiga y Requesens
- 1576–1578: Juan van Oostenrijk
- 1578–1581: Alexander Farnese, hertug af Parma og Piacenza; i konkurrence med Matthias van Oostenrijk

50°50′48″N 4°21′17″Ø / 50.8467°N 4.3547°Ø